# Roy D. Chapin

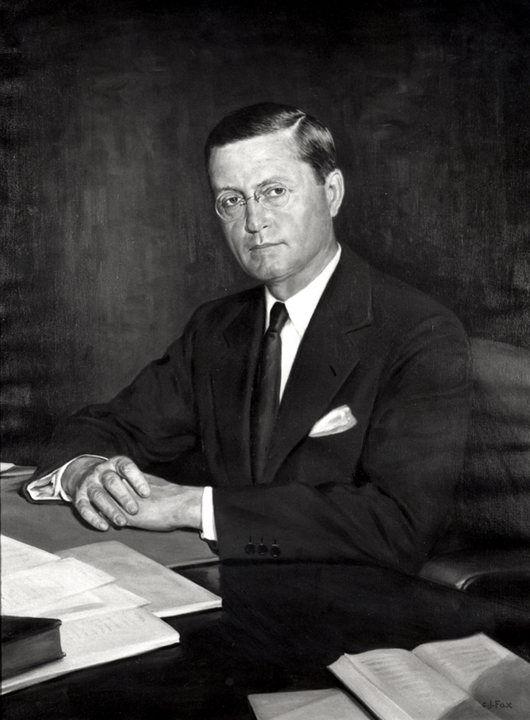
Roy D. Chapin

Roy Dikeman Chapin (* 23. Februar 1880 in Lansing, Michigan; † 10. Februar 1936 in Detroit, Michigan) war ein US-amerikanischer Unternehmer in der Automobilindustrie und Politiker der Republikanischen Partei, der dem Kabinett von Präsident Herbert Hoover als Handelsminister (Secretary of Commerce) angehörte.

## Frühe Jahre und Autoindustrie
Roy Chapin studierte an der University of Michigan, welche er 1901 ohne Abschluss verließ, um eine Position als Testfahrer und im Verkauf bei den Olds Motor Works anzunehmen, welche in diesem Jahr die reguläre Produktion des Oldsmobile Curved Dash hatten anlaufen lassen. Ein erstes Mal machte er landesweit auf sich aufmerksam, als er mit einem solchen leichten Automobil im Herbst 1901 von Detroit (Michigan) zur Automobilausstellung nach New York fuhr. Die Reise dauerte eine Woche und führte über kaum passierbare, schlammige Straßen. Das Ereignis wurde von ihm für die Oldsmobile-Werbung kräftig ausgeschlachtet, führte aber auch zu seinem starken Engagement für bessere Straßen in den USA. 1906 verließ er mit dem Oldsmobile-Ingenieur Howard E. Coffin die Firma um ein eigenes Automobil zu bauen. Mit finanzieller Unterstützung von E. R. Thomas, dem Hersteller des Thomas-Wagens, gründeten sie in Detroit die E. R. Thomas-Detroit Company, welches mit dem Modell Forty ein Fahrzeug im gehobenen Preissegment herstellte. Die fertigen Autos wurden zum ausschließlichen Vertrieb durch Thomas nach Buffalo (New York) verschickt. Dieses komplizierte Arrangement und die Kontrolle durch Thomas missfiel Chapin und Coffin zunehmend, sodass sie einen anderen Investor suchten und mit Hugh Chalmers auch fanden. Der Forty wurde technisch unverändert als Modell E der neuen Marke Chalmers-Detroit (nach 1909 wieder als Forty) weitergebaut und als teurere von zwei Baureihen angeboten. Damit hatten Chapin und Coffin aber bereits nichts mehr zu tun: Als es ihnen nicht gelang, Chalmers von einem günstigeren Modell zu einem Verkaufspreis unter US$ 1.000 zu überzeugen verließen sie 1908 Chalmers-Detroit.

## Die Hudson Motor Car Company

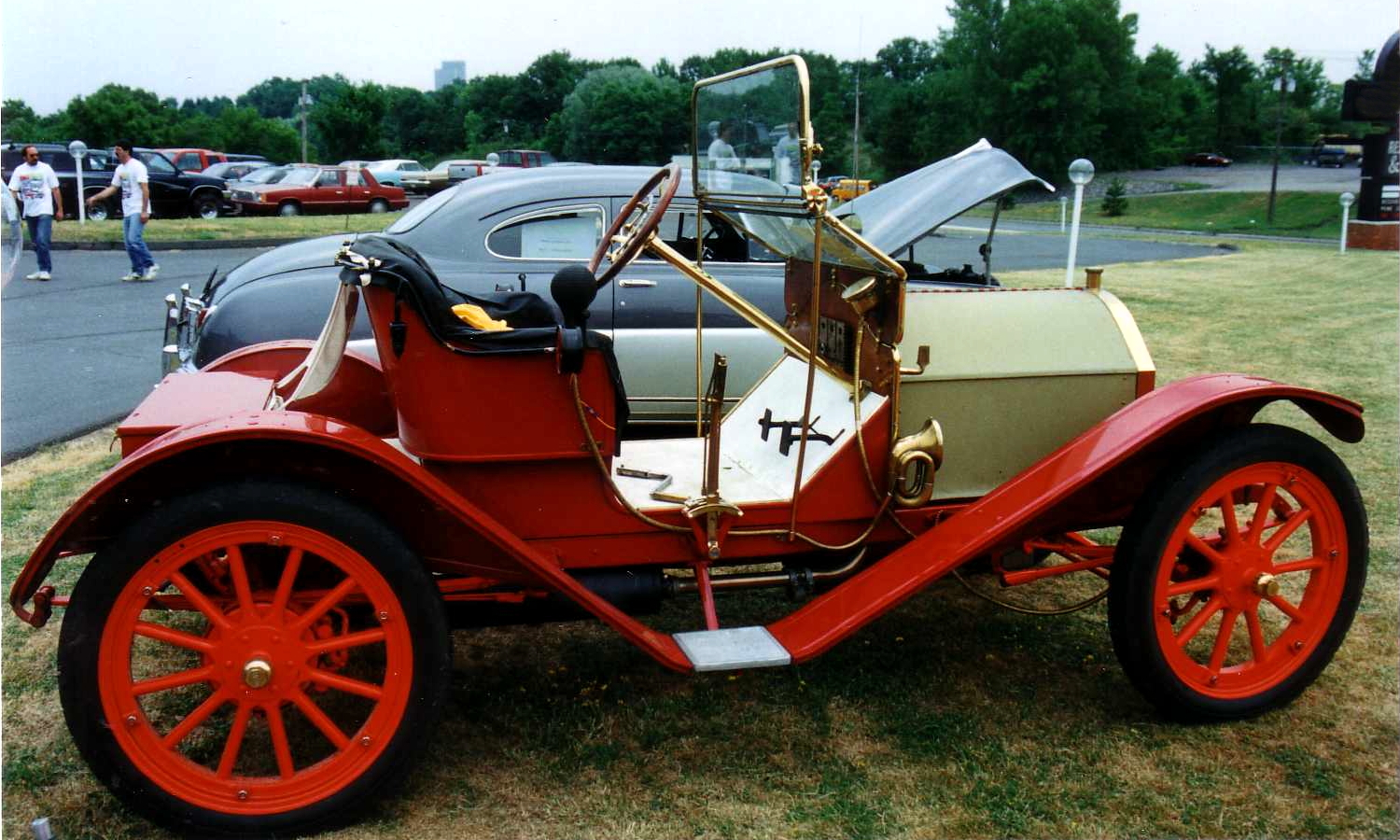
Hudson Modell 20 als Roadster (1910) entworfen von Howard E. Coffin

Ein Konsortium aus Geschäftsleuten und Ingenieuren dem Chapin vorstand und das außer ihm im Wesentlichen aus Coffin und den ehemaligen Oldsmobile-Leuten George W. Dunham und Roscoe B. Jackson bestand, plante die Gründung einer eigenen Autofirma. Das Kapital dazu, immerhin 90 % der benötigten Mittel von US$ 100.000, floss eher widerwillig vom Onkel von Jacksons Ehefrau, dem Inhaber des größten Warenhauses in Detroit, Joseph Lowthian Hudson. Nach ihm wurden die neue Firma Hudson Motor Car Company und das Auto demzufolge Hudson genannt. Roy D. Chapin wurde erster Präsident der neuen Gesellschaft, Coffins Entwurf kam als Hudson Modell 20 heraus und wurde ein großer Erfolg.
1914 heiratete Chapin Inez Tiedeman, mit der er sechs Kinder hatte.

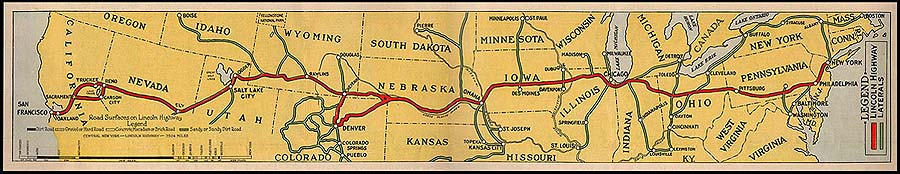
Streckenkarte des Lincoln Highway

Nachdem er bereits 1913 maßgeblich an der Gründung der Lincoln Highway Association beteiligt war, blieb er federführend am Bau des Lincoln Highway beteiligt, der ersten Straße in den USA, die die Ost- und die Westküste verband. Er sah die modernen Fernstraßen als einen Weg an, auf lange Sicht die Geschlossenheit der Vereinigten Staaten als Nation zu gewährleisten. Auch deshalb war Roy Chapin, neben seinen geschäftlichen Aktivitäten, der Berufung zum Vorsitzenden des Highway Transport Committee des Nationalen Verteidigungsrates der USA (Council of National Defense) gefolgt, eine Position, die er während des Ersten Weltkrieges innehielt.

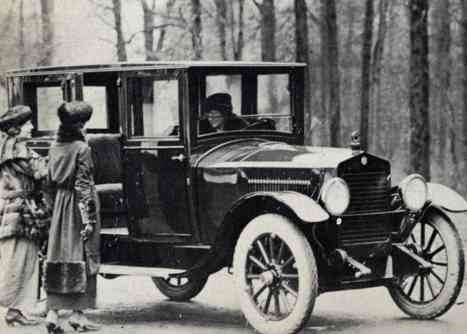
Essex Four Series A 4-door Sedan zu US$ 2.250 (1919). 1922 kostete ein geschlossener Zweitürer noch US$ 1.245.

Nach dem Friedensschluss war Chapin auch maßgeblich an der Gründung der Essex Motor Company im Jahr 1917 beteiligt, einer Konzernmarke von Hudson welche Personenwagen unterhalb der Mittelklassewagen von Hudson sowie Nutzfahrzeuge bauen sollte. Die Firma operierte anfangs eigenständig von Hudson, es gab aber eine starke Verflechtung des Managements. So war William S. McAneeny nicht nur Präsident der Firma, sondern auch Hudson-Werksleiter. Roscoe Jackson und A. E. Barit von Hudson versahen bei Essex administrative aufgaben und Chapin saß mit anderen Hudson-Managern im Essex-Vorstand. Automobilgeschichte schrieb Essex, als man 1922 mit dem Modell Four Coach (zweitürige Limousine) das erste in Massenproduktion hergestellte Fahrzeug mit festem Dach zu einem konkurrenzlos günstigen Preis (US$ 1.245 gegenüber US$ 1.045 für einen Touring, einen offenen Fünfsitzer mit vier Türen und Notverdeck) anbot. Das Auto wurde zu einem solchen Erfolg, dass die amerikanische Automobilindustrie zunehmend Fahrzeuge dieser Art herstellte, nachdem man sich vorher auf offene Wagen konzentriert hatte. GM-Präsident Alfred P. Sloan kommentierte dies als “an event which was to profoundly influence the fortunes of Pontiac, Chevrolet, and the Model T.” (deutsch: „Ereignis welches die Zukunft von Pontiac, Chevrolet und des Ford Modell T grundlegend beeinflusste.“) Bereits 1925 kostete der zweitürige Sedan sogar fünf Dollar weniger als der Touring. Die Zukunft von Hudson sicherte Chapin durch eine Restrukturierung 1922 in deren Folge auch Hudson und Essex zu einer gemeinsamen Firma verschmolzen wurde deren Aktien an der New Yorker Börse kotiert waren. Als Marke blieb Essex bis 1932 auf dem Markt und wurde vom Terraplane abgelöst. 1923 übergab Chapin das Präsidium der Hudson Motor Company an Roscoe Jackson und übernahm den Vorstandsvorsitz.

## Politische Laufbahn
Nachdem er Hudson zu einer der profitabelsten unabhängigen Autofirmen in den USA gemacht hatte, verließ Chapin den Konzern und trat als Handelsminister in das Kabinett von Präsident Hoover ein. Er übernahm diesen Posten am 8. August 1932 und bemühte sich in seiner verbleibenden Amtszeit, Henry Ford davon zu überzeugen, finanzielle Hilfe für die Guardian Trust Company in Detroit bereitzustellen. Ford weigerte sich jedoch, die Bank vor dem finanziellen Kollaps zu bewahren. Dies führte zum Michigan Bank Holiday, der den National Bank Holiday von 1933 vorwegnahm.
Nach Hoovers gescheitertem Wiederwahlversuch schied Chapin am 3. März 1933 aus der US-Regierung aus und kehrte zu Hudson zurück. Dort versuchte er, die Auswirkungen der Großen Depression auf die Firma im Rahmen zu halten. Er starb 1936 in Detroit.
1954 wurde die Hudson Motor Car Company mit der Nash-Kelvinator Corporation zur American Motors Corporation (AMC) zusammengeschlossen. Chapins Sohn Roy Jr., der zuvor ebenfalls Karriere bei Hudson gemacht hatte, fungierte als erster Vorsitzender und CEO der AMC.
Im Jahr 1972 wurde Roy D. Chapin, sr. in die Automotive Hall of Fame aufgenommen, sein Sohn Roy D. Chapin, jr. 1984.